# Waffenstillstandsangebot von Stockholm

Europa im Jahr 1701

Das Waffenstillstandsangebot von Stockholm am 7. Januar 1720 war eine einseitige diplomatische Initiative Schwedens, um den Kriegszustand mit Sachsen-Polen im Großen Nordischen Krieg zu beenden.

## Hintergrund
Sachsen fiel mit der Sächsischen Armee 1700 in Schwedisch-Livland ein und löste damit den Großen Nordischen Krieg aus. Sachsen musste mit Schweden 1706 den Altranstädter Frieden abschließen und schied aus dem Krieg gegen Schweden aus. Nach der schwedischen Niederlage im Russlandfeldzug Karls XII. 1709 trat Sachsen-Polen mit dem Vertrag von Thorn erneut in die gegen Schweden gerichtete Nordische Allianz ein.
Am 16. April 1710 erhielt Kurfürst August gegen weitgehende Zugeständnisse an den polnischen Adel die polnische Krone zurück. Bis 1716 gingen die schwedischen Provinzen in Norddeutschland verloren. Der schwedische König Karl XII. lehnte Friedensgespräche ab.
Am 11. Dezember 1718 fiel Karl XII. bei der Belagerung von Frederikshald in Norwegen. Sein Tod öffnete den Weg zu Friedensgesprächen.
1720 und 1721  folgten Friedensschlüsse zwischen Hannover und Schweden, Preußen und Schweden, Dänemark und Schweden und Russland und Schweden.
Im Zuge der Friedensverhandlungen zu Ende des Großen Nordischen Krieges bot Königin Ulrika Eleonora August II. einen Waffenstillstand an. In diesem Angebot wählt sie ausdrücklich die Anrede „Friedrich August“ und drückte damit aus, dass der sächsische Kurfürst zwar den Thron 1710 auf dem Weg der Berufung durch den polnischen Adel wiedererlangt hatte, von Schweden jedoch nach wie vor nicht anerkannt war. Für August II. wäre die Anerkennung der polnischen Königswürde einer Revision des Friedens von Altranstädt gleichgekommen. Zu einer Annahme des Friedensangebotes durch Sachsen-Polen scheint es dennoch nicht gekommen zu sein. Eine beidseitige Bekräftigung des faktischen Friedenszustandes findet sich erst im April 1729.

## Inhalt
Anschreiben.
Friedenswille Schwedens.
- Artikel 1 Einstellung aller Feindseligkeiten mit dem Ziel eines Friedensschlusses.
- Artikel 2 Beidseitiger Verzicht auf Ansprüche. Kooperation.
- Artikel 3 Schweden erkennt August II. als König von Polen an (ebenso alle künftigen gewählten Könige).
- Artikel 4 Schweden behält sich vor, die Interessen Stanislaus I. Leszczyńskis bei Friedensverhandlungen zu vertreten.
- Artikel 5 Polen erlässt eine Amnestie für die Anhänger Leszczyñskis. Rückgabe rechtmäßiger Güter.
- Artikel 6 Schutz der Freiheit und der Verfassung Polens.
- Artikel 7 Die Bestimmungen gelten ungeachtet weiterer Friedensschlüsse Schwedens.
- Artikel 8 Ein förmlicher Friede soll folgen. Darin soll der Friede von Oliva bestätigt werden.

Billigung und Vorschlag Schwedens.
Die Unterzeichner waren Karl Gustav Dücker, Gustaf Adam Taube, Magnus Julius De la Gardie, Daniel Niklas von Höpken.